# HK Skalica
Der HK Skalica ist ein slowakischer Eishockeyclub aus Skalica, der seit 2016 am Spielbetrieb der zweitklassigen 1. Liga teilnimmt. Der Ursprungsverein wurde 1936 gegründet und spielte zwischen 1997 und 2016 ununterbrochen in der slowakischen Extraliga. Seine Heimspiele trägt der Verein in der Hant Aréna aus, die bis 2008 3214 Zuschauern Platz bot. Im Sommer 2008 wurde die Spielstätte umgebaut und bietet seither 4095 Zuschauern Platz.

## Geschichte
In seiner Geschichte wurde der Verein mehrfach umbenannt, so 1952 von TJ Sokol Tekla Skalica in TJ Tatran Skalica, später in ZVL Skalica und am 1. Januar 1993 in HK 36 Skalica. Von 1974 bis 1989  spielte die Seniorenmannschaft des damaligen ZVL Skalica in der 1. slowakischen Liga (SNHL) (zweitklassig), kam aber nie über einen vierten Platz hinaus. 1989 erfolgte gar der Abstieg in die 2. Liga,  konnte sich aber 1993 für den Aufstieg in die 1. slowakische Liga qualifizieren. 1995/96 erreichte man die Relegationsrunde zur Extraliga, scheiterte aber als Letzter der Qualifikation deutlich. In der folgenden Saison wurde wiederum die Relegation erreicht, in dem der HK 36 Skalica den zweiten Rang belegte und damit in die Extraliga aufstieg.
In der ersten Extraliga-Saison der Vereinsgeschichte erreichte man einen guten sechsten Platz, schied aber in der ersten Play-off Runde gegen den HK Poprad aus. In der folgenden Spielzeit 1998/99 belegte der HK 36 nach der Meisterrunde den zweiten Platz und kam bis ins Play-off-Halbfinale, wo man dem HC Košice unterlag.
Während des Lockout in der NHL ging Žigmund Pálffy wieder für ein paar Spiele für den HK 36 auf das Eis, wechselte dann aber zum HC Slavia Prag. Da viele andere slowakische Clubs Spieler aus der NHL dauerhaft zur Verfügung hatten, verpasste Skalica die Play-offs. In der Saison 2005/06 erreichte man zwar das Viertelfinale, schied aber in einer Serie von sieben Spielen mit 3:4 gegen den HK Dynamax Oil Nitra aus.
In der Saison 2007/08 schaffte HK 36 es, sich im Viertelfinale gegen HKM Zvolen zu behaupten, unterlag nachher im siebten Halbfinalspiel gegen HC Košice um ein Tor und belegte dadurch schließlich den dritten Platz der slowakischen Extraliga.
Die Saison 2008/09 wurde die erfolgreichste in der Geschichte des Clubs. Nachdem HK 36 den dritten Platz in der Vorrunde belegte, besiegte er HC Dukla Trenčín im Viertelfinale (4:0), sowie den Titelverteidiger HC Slovan Bratislava im Halbfinale (4:3), und begegnete im Finale dem HC Košice. Die Serie endete mit einem 4:2-Sieg für HC Košice, womit HK 36 Skalica den endgültigen zweiten Platz belegte.
Der Club erreichte in der Vorrunde der Saison 2008/09 zum ersten Mal in der Vereinsgeschichte 100 Punkte, sowie 200 Tore (mit 168 Gegentoren).
Der Mannschaftskapitän Žigmund Pálffy stellte in der Saison 2008/09 gleich mehrere historische Offensivrekorde der Extraliga auf:
- 64 Tore (vorher Vlastimil Plavucha in der Saison 1999/2000 – 49 Tore)
- 126 Scorerpunkte (vorher Pavol Demitra in der Saison 2003/04, sowie Žigmund Pálffy in der  Saison 2007/2008 – jeweils 99 Punkte)
- einen Wert von +100 in der Plus/Minus-Wertung
- eine Serie von 25 Spielen mit mindestens einem Scorerpunkt (vorher Martin Hujsa in der Saison 2008/09 – 19 Spiele)

Mit 70 gespielten Spielen ergibt sich für Pálffy dadurch ein Durchschnitt von 0,91 Tore und 1,8 Punkte pro Spiel.
Der Scorerpunkt-Rekord von 99 Punkten wurde in der Saison 2008/09 auch von einem weiteren Spieler des HK 36 Skalica überwunden: Juraj Mikúš erreichte 113 Punkte. Gleichzeitig stellte Mikúš mit 75 Assists einen neuen historischen Rekord der Extraliga auf.
Im Februar 2016 zog sich der Verein aus der Extraliga zurück, da man aufgrund finanzieller Probleme keine konkurrenzfähige Mannschaft mehr stellen konnte. Im Frühjahr 2016 wurde aus dem Nachwuchsverein MHKM Skalica heraus unter Führung von Präsident Žigmund Pálffy eine neue Herrenmannschaft aufgebaut. Mit der Gründung einer neuen Spielbetriebsgesellschaft nahm diese zur Saison 2016/17 den Spielbetrieb unter dem Namen HK Skalica in der 1. Liga auf.

## Bekannte Spieler
Žigmund Pálffy stammt aus dem Nachwuchs des HK 36 Skalica und spielte über viele Jahre sehr erfolgreich in der National Hockey League. Nach seinem Rücktritt gab er 2007 sein Comeback beim HK 36 und wurde in der Spielzeit 2007/08 gleich Topscorer der Extraliga. Ein weiterer Stürmer, der in Nordamerika erfolgreich war, ist Miroslav Zálešák, der seit Mitte der Saison 2007/08 ebenfalls wieder in Skalica spielt. Der aus dem Nachwuchs von Skalica stammende Tscheche Michal Kempný spielt seit 2016 in der NHL und gewann in der Saison 2017/18 mit den Washington Capitals den Stanley Cup.
Zwischen 2016 und 2019 spielte der ehemalige KHL-Spieler Waleri Knjasew beim HK Skalica.